# كاثرين هاولي
كاثرين هاولي (بالإنجليزية: Katherine Jane Hawley)‏ هي بروفيسورة وكاتِبة بريطانية، ولدت في 1950.

## وصلات خارجية
- الموقع الرسمي